# Torre de Marchena
La Torre de Marchena es una construcción defensiva, vinculada a una alquería murada de época nazarí, situada en la vega de Dúrcal, localidad del Valle de Lecrín (provincia de Granada, España), cerca de la carretera A-44.
Su localización cartográfica en MME, E. 1/50.000, está en la hoja 1041, cuadrícula 449-450/4094-4095.

## Descripción
Actualmente solo se conservan dos de los muros de la torre, formando ángulo hacia el sur y el este. La altura de los lienzos, alcanza los 7 m. La planta es posiblemente rectangular, aunque ambos lienzos están incompletos y sus medidas actuales son 6,97 x 7,62 metros, por 1,62 m de grosor.
La fábrica es de tapial muy granuloso, compuesto por material del tipo zahorra, organizado en cajones de 83 cm entre mechinales. Ambos lienzos están enlucidos con cal, de 4 mm de espesor. Quedan también restos de la bóveda que cubría originariamente la torre.